# Qayamat Se Qayamat Tak
Qayamat Se Qayamat Tak ist ein indischer Liebesfilm von Mansoor Khan aus dem Jahr 1988.

## Handlung
Ratan, der Sohn von Thakur Raghuvir Singh, schwängert Madhu und will sie zu einer Abtreibung drängen. Ratans Familie will ihn nicht zu einer Heirat zwingen. Daraufhin schneidet sich Madhu die Pulsadern auf und ihr Bruder Dhanraj erschießt Ratan. Worauf Dhanraj 14 Jahre im Gefängnis absitzen muss. Die beiden Familien werden zu Todesfeinden.
Dhanrajs Sohn Raj wird von seinem Bruder Jaswant großgezogen. Bei seiner Entlassung ist aus Raj ein junger Mann geworden. Raj verliebt sich in die schöne Rashmi, die Enkelin von Raghuvir Singh, obwohl er weiß, dass ihre Liebe keine Chance hat.
Dhanraj erfährt davon und will Rashmi klarmachen, dass ihr Geliebter aus der Familie kommt, die ihren Onkel auf den Gewissen hat. Aber Rashmi ist dies egal und sie steht weiterhin zu ihrem Raj.
Als jedoch ihr Vater Randhir Singh von dieser Affäre mitbekommt, arrangiert er Rashmis Hochzeit. Die Liebenden träumen vom gemeinsamen Leben und brennen durch. So setzt Randhir einen Killer auf Raj, der jedoch Rashmi umbringt. Raj begeht Selbstmord mit einem Dolch, den er von Rashmi geschenkt bekommen hatte.

## Musik
| Song                      | Sänger                    |
| ------------------------- | ------------------------- |
| Akele Hain To Kya Gum Hai | Udit Narayan, Alka Yagnik |
| Ae Mere Humsafar          | Udit Narayan, Alka Yagnik |
| Gazab Ka Hai Din          | Udit Narayan, Alka Yagnik |
| Kahe Sataye               | Alka Yagnik               |
| Papa Kehte Hain           | Udit Narayan              |

Die Liedtexte zur Musik von Anand-Milind schrieb Majrooh Sultanpuri.

## Hintergrund
Qayamat Se Qayamat Tak mit seiner Romeo-und-Julia-Thematik war das Comeback des Produzenten und Autors und möglicherweise auch an der Regie beteiligten Nasir Hussain. Der Film wurde der größte Kassenerfolg des Jahres 1988 in Indien und wiederbelebte das Hindi-Film-Genre der schmalzigen Teenager-Romanze. Er erreichte schnell Kultstatus und wurde von Teenagern liebevoll „QSQT“ genannt. Hauptdarsteller Aamir Khan wurde praktisch über Nacht zum Star und spielte in weiteren Filmen dieser Art wie Dil (1990).
Der Produzent Nasir Hussain ist der Onkel von Aamir Khan und der Vater von Mansoor Khan. Imran Khan, der den kleinen Raj spielt, ist Aamirs Neffe. Gleich mit seinem Debüt in Du liebst mich, du liebst mich nicht (Jaane Tu… Ya Jaane Na) hat er seinen ersten Hit als Hauptdarsteller.

## Auszeichnungen
Filmfare Award 1989
- Filmfare Award/Bester Film an Nasir Hussain
- Filmfare Award/Beste Regie an Mansoor Khan
- Filmfare Award/Bestes Debüt an Aamir Khan
- Filmfare Award/Bestes Drehbuch an Nasir Hussain
- Filmfare Award/Bester Playbacksänger an Udit Narayan für den Song Papa Kehte Hain
- Filmfare Award/Beste Kamera an Kiran Deohans
- Filmfare Award/Beste Musik an Anand-Milind

National Film Award (1989)
- National Film Award/Bester Unterhaltungsfilm an Mansoor Khan

## Kritik
Der Film präsentiert den Akt des Sich-Verliebens als die wahrscheinlich einzige kulturell akzeptierte Form der Rebellion und gibt sich stark neo-traditionell. Aamir Khans Spiel erinnert dabei an klassische indische Filmhelden im Teenager-Dilemma bei Hussain, wie Shammi Kapoor oder Dev Anand, die sich zwischen den Vorstellungen des verehrten Vaters und dem Ruf der Liebe entscheiden müssen – musikalisch dargestellt im Hit-Song Papa Kehte Hain.